# Boris Malenko
Boris Malenko, pseudonimo di Lawrence J. Simon (Newark, 28 giugno 1933 – Tampa, 1º settembre 1994), è stato un wrestler e allenatore di wrestling statunitense.
Nel corso della sua carriera ha lottato nella Championship Wrestling from Florida e nella Big Time Wrestling negli anni sessanta e settanta con la gimmick del russo sovietico cattivo. Era il padre di Joe Malenko e Dean Malenko.

## Wrestler allenati
- Dean Malenko
- Joe Malenko
- Kane
- Paul Diamond
- Tugboat
- Al Perez
- Norman Smiley
- Gangrel
- Barry Horowitz
- X-Pac
- Bobby Blaze
- Bob Orton Jr.
- Buddy Landel
- Chris Champion
- Eddie Sharkey
- Horace Hogan
- Marc Mero
- Perry Saturn
- Van Hammer
- Carl Malenko
- Bob Cook
- Frank Reyes
- Debbie Malenko

## Vita privata
Simon, di origini ebraiche, ebbe due figli, Dean e Jody, entrambi diventati dei wrestler professionisti. Morì nel settembre 1994 di leucemia.

## Titoli e riconoscimenti
- All-Star Wrestling Omaha
  - Nebraska Heavyweight Championship (1)[6]
- American Wrestling Association
  - AWA World Tag Team Championship (1) - con Bob Geigel
- Championship Wrestling from Florida
  - NWA Brass Knuckles Championship (Florida version) (8)
  - NWA Florida Heavyweight Championship (1)[3]
  - NWA Florida Tag Team Championship (2) - con Bob Roop (1) e Johnny Walker (1)
  - NWA Southern Heavyweight Championship (Florida version) (1)
  - NWA Southern Tag Team Championship (Florida version) (1) -  con Johnny Valentine
- George Tragos/Lou Thesz Professional Wrestling Hall of Fame
  - Trainers Award (2023)
- National Wrestling Alliance
  - NWA Hall of Fame (Classe del 2016)[7]
- NWA Big Time Wrestling
  - NWA American Heavyweight Championship (1)
  - NWA Texas Heavyweight Championship (1)[8][9]
  - NWA Texas Tag Team Championship (1) - con Killer Karl Kox[10][11]
- Southeastern Championship Wrestling
  - NWA Southeastern Heavyweight Championship (Northern Division) (1)
  - NWA Southeastern Television Championship (1)
- WWE
  - WWE Hall of Fame (Classe del 2018)[12]